# カマラ (元朝)
カマラ（モンゴル語: ᠭᠠᠮᠠᠯᠠ, ラテン文字転写: Kammala、中統4年（1263年） - 大徳6年1月10日（1302年2月8日））は、元の皇族。漢字表記は甘麻剌、『集史』などではカマラー（ペルシア語: كملا, ラテン文字転写: Kamalā）と記される。名はカンマラとも読む。

## 生涯
世祖クビライの皇太子チンキムがココジン（コンギラト部族出身）との間に儲けた3人の嫡子のうちの長男で、弟にダルマバラとテムルがいる。クビライの嫡長孫であるカマラは、幼い頃から祖母の昭睿皇后チャブイによって育てられ、長じると祖父クビライに侍したが、弁舌が苦手で無口であり、あまり聡明に見える性質ではなかった。
成人すると祖父により、オゴデイ家のカイドゥに西部の諸王が与して戦乱の激しくなっていたモンゴル高原での駐留を命じられたが、至元26年（1289年）にカイドゥ相手に手痛い敗戦を喫した。至元27年（1290年）に梁王に封じられ、雲南への出鎮を命じられたが、至元29年（1292年）に晋王に改封され、高原に移鎮した。カマラの叔父であった北平王ノムガンが数年前に死去して以来、チンギス・カンの四大オルドは無主となっており、晋王の相続はチンギス・カンの遺産を受け継ぐとともに、ノムガンの配下にあった高原の遊牧軍団を領する重職であり、モンゴル人の本土である北方におけるカアンの副王に就任したことを意味した。
至元31年（1294年）にクビライが崩じると、上都で開かれたクリルタイで、先に祖父から皇太子の印綬を与えられていた弟のテムルとどちらが後継者にふさわしいか議論された。しかし、このクリルタイでは朝廷の軍権を握る知枢密院事バヤンがテムルの支持を表明し、他の将軍たちやカマラ・テムル兄弟の母にあたるココジンもこれに賛成したため、カマラはテムルにカアン位を譲った。ラシードゥッディーンの『集史』によれば、摂政としてクリルタイを主催したココジンは、「誰であれ（モンゴルにとって重要な掟である）チンギス・カンの訓言を最もよく知っている者がカアンに即位すべきである」というクビライの遺言を持ち出して兄弟に訓言を知っているかを問うと、聡明で弁舌と記憶力に優れていたテムルは多くの訓言を雄弁に答えたが、弁舌の苦手なカマラは口篭もって上手に答えることができなかった。そこで将軍たちは一致してテムルがカアンにふさわしいと認め、テムルがカアンに即位したという。
大徳4年（1300年）、カイドゥが中央アジアの諸王の全軍を率いて最後の大攻勢をかけてくると、高原に駐留していたカマラの軍は打ち破られて苦境に陥った。しかし、テムルによって派遣されてきた甥（ダルマバラの長男）のカイシャン率いるカアン直轄のキプチャク親衛軍や、従兄弟の安西王アナンダ率いる漢地西部駐留軍団の増援を受けて、翌大徳5年（1301年）に元軍はテケリクでカイドゥの軍を撃退し、カイドゥを戦傷死に追い込んだ。カマラはこの戦争から間もなくとなる大徳6年（1302年）初頭に死去した。
カマラの一連の戦争における不手際、急死と前後して、晋王家の所領は大幅に削減されてしまい、晋王位を継いだ次男のイェスン・テムルが至治3年（1323年）にカアンに即位する（泰定帝）まで目立った活躍はなかった。即位したイェスン・テムルは亡父に光聖仁孝皇帝と諡し、廟号を顕宗として、カアンに準じる祭祀を行った。しかし、致和元年（1328年）にアリギバ（イェスン・テムルの長男）が倒されてトク・テムル（文宗、カイシャンの次男）が即位すると、晋王家のカアンたちは傍系の簒奪者とみなされ、カアンの祭祀から外されてしまった。

## 宗室
- 父：チンキム
- 母：ココジン

后妃 
- 王妃：ブヤンケルミシュ（妃子）
- 拝拝海 妃子
- 忽上海 妃子

### 男子
- 長男：スンシャン（梁王）
- 次男：イェスン・テムル（泰定帝）
- 三男：デルゲル・ブカ（湘寧王）

### 女子
- 薊国公主 ブッダシュリ - 高麗の忠宣王王璋に嫁した。
- 趙国公主 アラデナバラ（中国語版） - オングト族長のジュアンに嫁した。
- 寿寧公主（中国語版） - 名不詳。ナイマン部に嫁し、バブサ（中国語版）（明宗の皇后、寧宗の生母）を産んだ。